# 니시노마치촌
니시노마치촌(西野町村)은 아이치현 하즈군에 설치되었던 촌이다. 현재의 니시오시에 해당한다.